# دژهای سنت پترزبورگ
دژهای سنت پترزبورگ (به روسی: Форты Санкт-Петербурга)مجموعه‌ای از استحکامات دفاعی دائمی است که به‌تدریج از سال ۱۷۰۴ تا آغاز جنگ جهانی اول به‌منظور محافظت از پایتخت روسیه در برابر حملات دریایی ساخته شدند. این دژها نمادی از هنر استحکامات در سطح جهانی به‌شمار می‌روند.
از منظر تاریخ هنر نظامی و تاریخ جهانی، این استحکامات دفاعی به دلیل نمایش رقابت مداوم و شتابان بین وسایل حمله دریایی و دفاع در برابر آن، اهمیت ویژه‌ای دارند. این رقابت، که بین پیشرفت در طراحی سیستم‌های استحکامات و توسعه توپخانه برای دفاع و مقابله با آن ادامه داشت، بیش از ۲۰۰ سال به طول انجامید. طی این مدت، دفاع از سن‌پترزبورگ هرگز شکسته نشد.
در بسیاری از کشورها، سازه‌هایی مشابه تحت حفاظت دولت قرار دارند و اغلب به‌عنوان موزه مورد بازدید عموم قرار می‌گیرند.
امروزه، به جز مواردی استثنایی، دژهای سن‌پترزبورگ متروکه و به‌سرعت در حال ویرانی هستند.

## دفاع دریایی سن‌پترزبورگ در قرون ۱۸ و ۱۹
دفاع دریایی این شهر با ترکیبی از موانع چوبی-سنگی و ستونی، دژهای کرونشتات و جزایر مصنوعی استوار بود. این اجزا همراه با دژ کرونشتات، که توسط شهر مستحکم کرونشتات پشتیبانی می‌شد، مجموعه‌ای کلیدی برای محافظت از سن‌پترزبورگ به‌شمار می‌رفتند.
پس از تأسیس سن‌پترزبورگ، برای محافظت از دژ در حال ساخت بر ساحل جزیره واسیلیفسکی، یک باتری توپخانه ساحلی نصب شد.

## کاهش توان دفاعی و پیشرفت توپخانه
در اوایل قرن بیستم، قابلیت‌های دفاعی این مجموعه کاهش یافت و برای حفاظت از پایتخت، یک موقعیت مین‌گذاری-توپخانه‌ای منحصربه‌فرد در خروجی خلیج فنلاند ایجاد شد. این موقعیت، که در باریک‌ترین نقطه خلیج (عرض ۲۱ کیلومتر) قرار داشت، شامل دژهای خشکی در سواحل جنوبی و شمالی و موانع مین‌گذاری شده بود. برای پشتیبانی از این دژها، خطوط ریلی ویژه‌ای ساخته شد.
در طول دو قرن موجودیت امپراتوری روسیه، پیشرفت در توپخانه دریایی جهانی به‌سرعت ادامه یافت و نیاز به توسعه دفاع متناسب با آن وجود داشت. در نتیجه، ابتدا استحکامات چوبی-خاکی موقتی برای صرفه‌جویی در زمان و هزینه ساخته شدند و در صورت اثبات ضرورت تاکتیکی، به‌تدریج به سازه‌های دائمی تبدیل شدند.

## وضعیت کنونی
بیشتر دژهای سن‌پترزبورگ در وضعیت متروکه قرار دارند، در حالی که برخی از سازه‌های برجای‌مانده، نمونه‌هایی از پیشرفت‌های تاریخی در سیستم‌های توپخانه و استحکامات به‌شمار می‌روند.

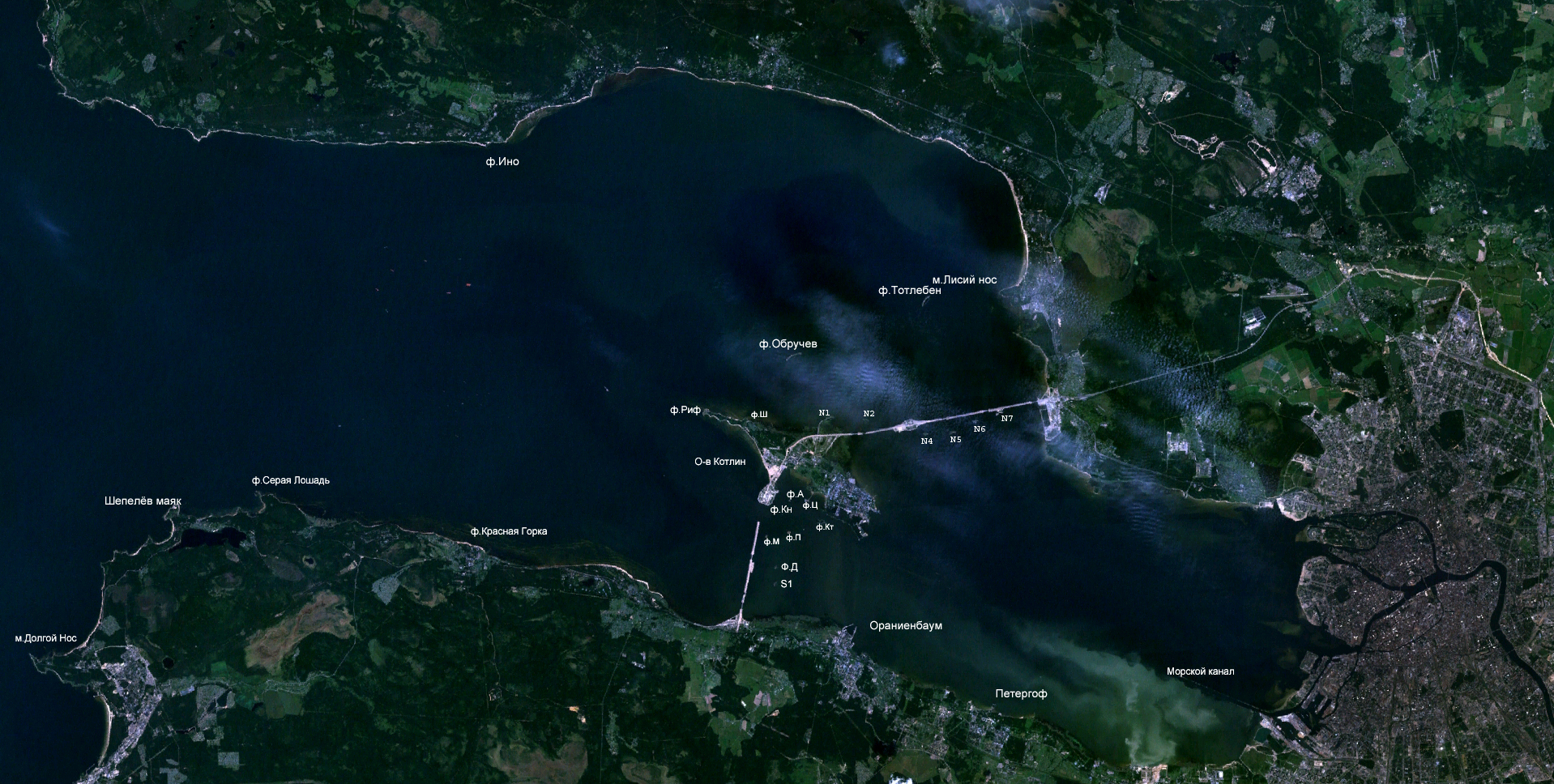
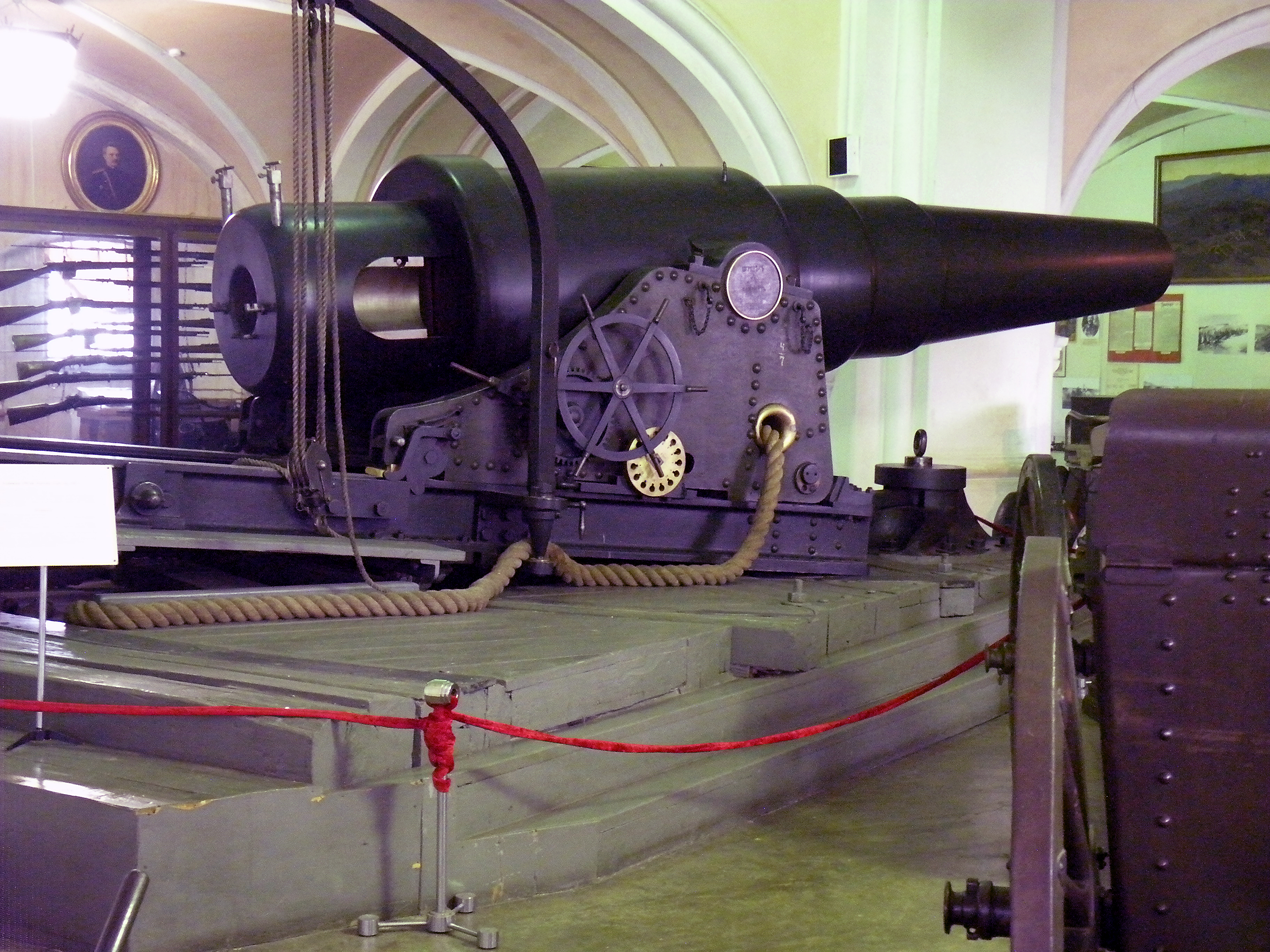
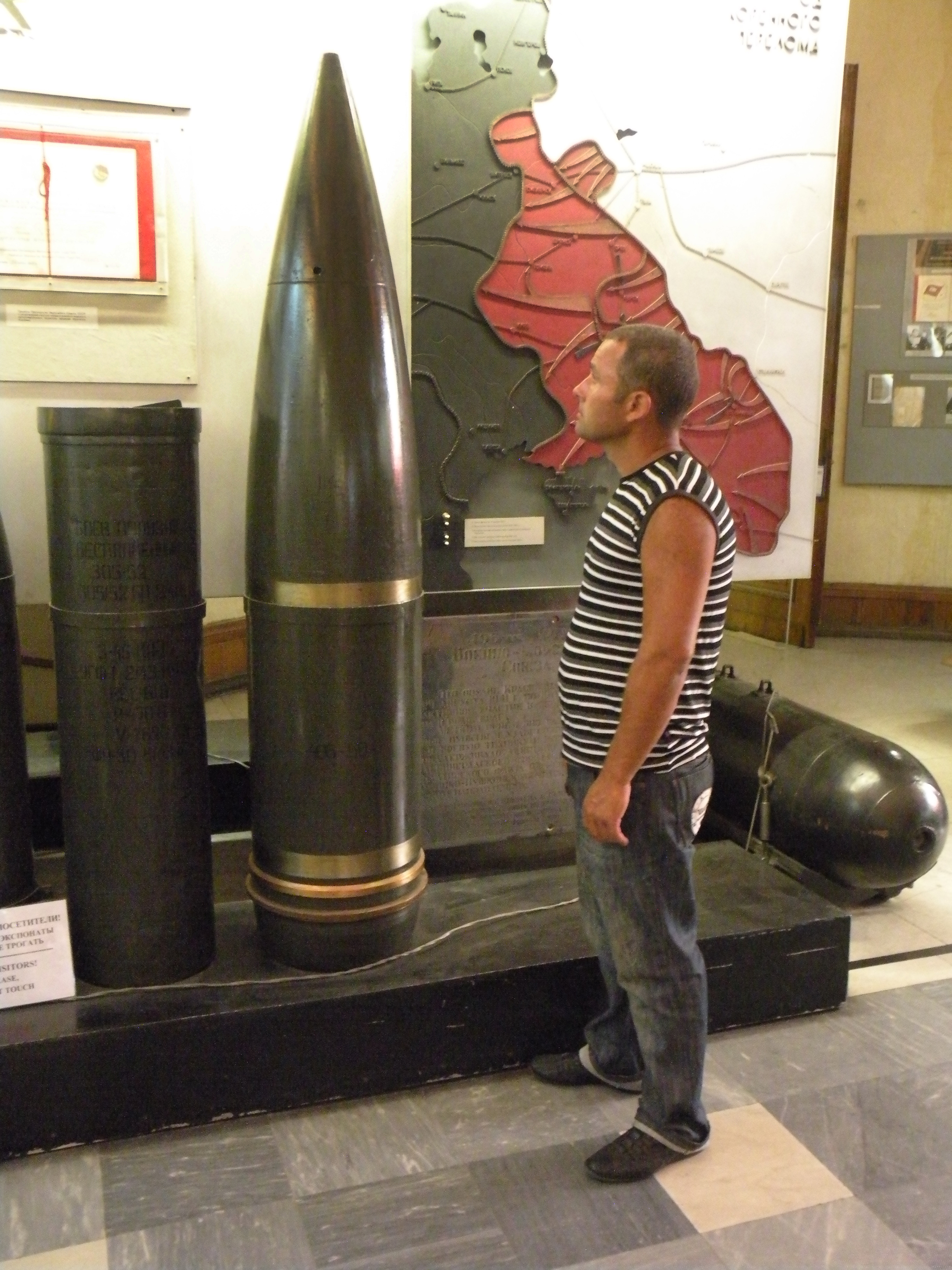